# Guerriero di Polizzello
Il guerriero di Polizzello è una figurina fittile di un guerriero itifallico, reperto trovato nel sacello B del sito archeologico di Polizzello, ubicato vicino a Mussomeli in provincia di Caltanissetta. Esso, dopo un accurato restauro, è conservato ed esposto nei moderni locali del Museo archeologico regionale di Caltanissetta sito in Contrada Santo Spirito, vicino all'Abbazia di Santo Spirito, insieme ad altri 5.000 reperti.

## Descrizione
Figura fittile di guerriero barbuto, ricomposta da tre frammenti, rappresenta un guerriero itifallico, dalla anatomia poco curata nelle proporzioni. La figura possiede un grande elmo sul capo con cimiero a semiluna che si protende in avanti formando un paranaso: facies con il naso triangolare appuntito e mento sporgente. Il tronco è cilindrico e mancante delle braccia e delle gambe, si intravede un accenno di natiche. Lo scudo oplitico di forma ovale è concavo centralmente con un bordo sottile. La figura si caratterizza soprattutto per la presenta un fallo eretto.
Il reperto presenta gli occhi dipinti con due punti e due sottili linee sul volto a ricordare la barba, il fallo è evidenziato da due linee dorsali, sul dorso una linea ondulata simula un mantello.
Il reperto è stato trovato, nella campagna di scavi che si è protratta dal 2000 al 2006, nel sacello B insieme ad altri importantissimi reperti quali un elmo di fattura cretese (elmo di Polizzello) e una lunga lancia.

## Importanza storica
Secondo Dario Palermo, maggiore studioso del sito, esso rappresenta la figura di un guerriero ed «eroe progenitore» di ispirazione e contaminazione con il mondo greco; lo studioso ritiene il reperto un ex voto riferibile al culto di Odisseo-Leucaspide.
Alla figura del re di Itaca, infatti, che dopo gli studi di I. Malkin sappiamo bene come fosse utilizzata di frequente nei processi di intermediazione culturale e politica fra greci e indigeni in varie parti della Magna Grecia e Sicilia, e le cui prerogative di eroe progenitore sono evidenti già nella tradizione epica greca, a partire dal famoso passo della Teogonia di Esiodo che lo indica come antenato del popolo dei Tirreni, mi ha fatto pensare in un primo momento la constatazione dell’impressionante coincidenza fra il tipo di offerte rinvenute nell’edificio B di Polizzello e la descrizione che fa Plutarco del santuario delle Matéres di Engyon, dove gli anathémata più antichi e preziosi erano proprio le lance e l’elmo ivi depositati per l'appunto da Odisseo e dall’eroe cretese Merione in occasione del loro nòstos (ritorno a casa) da Troia.

...

l'ideazione di un'attività propagandistica incentrata sulla figura del progenitore Odisseo, attraverso la quale le élite indigene del territorio potessero raggiungere la consapevolezza di un'origine comune con i greci quindi facilitare i processi di alleanza politica.

...

nel prosieguo del tempo, questo Odisseo così fortemente caratterizzato dalla presenza dello scudo, e il ricordo dello scudo medesimo, possano aver generato la memoria dell’esistenza di un eroe sicano "dallo scudo lucente".»
(Dario Palermo)